# Заум
Заум (рус. за́умь) су лингвистички експерименти у звучној симболици и стваралаштву језика руских кубофутуристичких песника као што су Велимир Хлебњиков и Алексеј Кручјоних.
Заум је фонетски ентитет са сопственом онтологијом. Језик се састоји од неологизама који ништа не значе. Заум је језик организован кроз фонетску аналогију и ритам. Заум књижевност не сме да садржи никакву ономатопеју или психопатолошка стања.

## Употреба
Алексеј Кручјоних је створио Заум да би показао да је језик неодређен и неодређен.
Кручених је изјавио да је приликом стварања Заума одлучио да се одрекне правила граматике и синтаксе. Желео је да пренесе неред живота уношењем нереда у језик. Кручјоних је сматрао да је Заум манифестација спонтаног некодификованог језика.
Хелинбов је веровао да је сврха Заума да пронађе суштинско значење корена речи. Веровао је да би такво знање могло помоћи у стварању новог универзалног језика заснованог на разуму.
Кручјоних је написао много песама и мимеографисаних памфлета написаних у Зауму. Ови памфлети комбинују поезију, илустрације и теорију.
Употреба заума је достигла врхунац од 1916. до 1920, током Првог светског рата. У то време, заумизам је заживео као покрет који се првенствено бави визуелним уметностима, књижевношћу, поезијом, уметничким манифестима, теоријом уметности, позориштем и графичким дизајном. Покрет је утицао на касније стилове, авангардне и музичке покрете у центру града и групе укључујући надреализам, нови реализам, поп-арт и флуксус.

## Етимологија и значење
Реч заум коју је сковао Кручених 1913. године. Састављена је од руског префикса за „изван, иза“ и именице ум „ум, ноус“ и преведена је као „трансразлог“, или „прекосмисао“. Према научнику Џералду Јанечеку, заум се може дефинисати као експериментални поетски језик који карактерише неодређеност значења.
Кручених, у „Декларацији речи као такве (1913)”, проглашава заум „језиком који нема никакво одређено значење, трансрационалним језиком” који „омогућава потпуније изражавање” док је, тврди он, заједнички језик свакодневног говора „везује“. Он је даље тврдио, у „Декларацији трансрационалног језика (1921)”, да заум „може да обезбеди универзални поетски језик, рођен органски, а не вештачки, попут есперанта”.

## Познати аутори
- Велимир Хлебников[2]
- Алексеј Кручених[2]
- Илија Зданевич[2]
- Игор Терентев[2]
- Александар Туфанов[2]
- Казимир Малевич[2]
- Олга Разанова[2]
- Варвара Степанова[2]